# Hindustan Motors
Hindustan Motors – indyjski producent samochodów osobowych i ciężarowych, należący do grupy Birla Technical Services.
Przedsiębiorstwo założone zostało w 1942 roku, a jego siedziba mieści się w Kalkucie.
Przez wiele lat, począwszy od 1957 roku, sztandarowym produktem przedsiębiorstwa był Hindustan Ambassador, powszechnie używany w Indiach jako taksówka oraz limuzyna rządowa, bazujący na brytyjskim samochodzie Morris Oxford. Jego produkcja zakończona została w 2014 roku.

## Modele
- Hindustan Ambassador
- Hindustan Avigo
- Hindustan Contessa
- Hindustan Winner
- Mitsubishi Lancer
- Mitsubishi Lancer Cedia
- Mitsubishi Pajero
- Mitsubishi Montero
- Mitsubishi Outlander